# Julien Mertine
Julien Mertine, född 25 juni 1988 i Saint-Germain-en-Laye, är en fransk fäktare.

## Karriär
Julien Mertine ingick i det franska laget som vid olympiska sommarspelen 2020 i Tokyo tog guld i lagtävlingen i florett. Vid olympiska sommarspelen 2024 i Paris tog han och det franska laget brons i florett.